# Teatro-auditorio Francisco Nieva
El Teatro-Auditorio Francisco Nieva es un centro cultural ubicado en la localidad de Valdepeñas, Castilla-La Mancha (España). Se inauguró en diciembre de 1995 y está situado en la Plaza San Nicasio.

## Historia
Fue inaugurado en 1995. El Teatro está construido en una superficie de más de 3.000 metros cuadrados. El patio de butacas tiene un aforo de 700 localidades (20 de ellas reservadas para discapacitados). Está diseñada como un espacio integral con graderío continuo. Un escenario con más de 450 metros cuadrado que lo hace uno de los más grandes de Castilla-La Mancha, con un foso para más de 60 músicos. 12 camerinos, dos a pie de escenario y 10 bajo el mismo, con acceso directo para personas con minusvalía. En la parte posterior del escenario se ha proyectado una chácena con más de 200 metros cuadrados para la carga y descarga del material y vestuario de los artistas.